# Полосатая щучка
Полосатая щучка или полосатая светлоглазка, или линеатус (Aplocheilus lineatus) — тропическая пресноводная и солоноватоводная рыба из семейства аплохейловых отряда карпозубообразных.

## Описание
Длина тела рыбки до 10 см, но обычно не превышает 7 см, иногда встречаются и более крупные экземпляры. Самец окрашен ярче, чем самка, тело его покрыто зеленоватой чешуей, которая при удачно подобранном освещении отливает золотым блеском. Чёрные поперечные полосы (за что рыбка и получила название «линеатус») у самца выражены менее ярко, чем у самки. Анальный и спинной плавники желто-красные у самцов и прозрачные с темными разводами у самок. Спинной плавник сильно смещен назад, из-за чего тело по форме напоминает торпеду. Хвостовой плавник имеет форму веера, причем средняя его часть несколько удлинена. Особенно красивы у линеатусов глаза — черные с белым ободком и ярко-зеленой окантовкой. Стройная и в брачном наряде великолепная рыбка.

## Распространение
Широко распространена в Индии, интродуцирована на Шри-Ланке, где используется для контроля численности москитов. Обитает в ручьях и водохранилищах на возвышенностях, равнинных реках, низинных рисовых полях, болотах и других небольших стоячих пресных, а также солоноватоводных водоёмах под палящими лучами солнца. Населяет воды с температурой +22…+25 °C. Бентопелагическая немигрирующая рыба.

## Содержание в аквариуме
Впервые в Германию была привезена из восточного Малабара.
Для разведения полосатых светлоглазок не требуется большой аквариум. Но удобно иметь набор маленьких аквариумов для сортирования мальков. Аквариум лучше всего засаживать водяным папоротником и амбулией, а на поверхность пустить риччию. В больших аквариумах очень хороши мелкие белые кувшинки. Оптимальная температура воды +26 °C.

### Кормление
Охотнее всего держатся под плавающими растениями, где подкарауливают добычу. Их самый обычный корм — мелкие рыбки. Без этого корма разводимые рыбы со временем теряют яркость окраски, у молодых проявляется и возрастает предрасположенность к искривлению позвоночника. Дополнительный корм — личинки обыкновенного комара, мухи и другие мягкие насекомые.

### Разведение
Половозрелости рыбки достигают к 7-8 месяцам. Они способны метать икру до глубокой старости. Самцы наиболее активны в возрасте 1-2 лет. Обычно линеатусов содержат в «старой» смягченной воде. При добавлении свежей воды необходимо сразу же повысить её температуру до +25 °C, иначе рыбки могут начать нереститься. На икрометание можно сажать как пару, так и несколько пар. Двух самцов к одной самке сажать не рекомендуется, так как после жестокой борьбы победитель больше занят погоней за побежденным, чем ухаживанием за самкой.

### Прочее
Линеатусы хорошо уживаются с другими рыбками примерно такого же размера. Не выносят они только самцов гуппи, особенно длиннохвостых с ярким оперением. При виде их яркого дрожащего хвоста линеатус рывком выскакивает из растений — и хвоста у гуппи как не бывало.
Линеатусы очень стойки к любым заболеваниям. Бывает, и 5 лет не болеют, и более.